# 陸宣
陸宣（15世紀—16世紀），字汝為，號萬松，廣東肇慶府高要縣清塘（今屬三水）人，明朝政治人物。

## 生平
陸宣是天順三年（1459年）的舉人，四年（1460年）和成化二年（1466年）會試兩次中副榜，授保昌訓導，因母親逝世回鄉，服闋後補任江陰訓導，曾受巡撫委託勸籲富人賑濟，又拒絕奸僧饋贈以脫罪，吏部考績名列前茅，擬陞知縣，他卻陳情乞求附近教職方便供養父親，因此改授賀縣教諭，不久亦父親逝世回家。
服闋後，陸宣改任靈璧教諭，弘治元年（1488年）承委纂修實錄，五年（1492年）分考江西鄉試，得羅欽順卷力薦為第一名，六年（1493年）對方成探花，人們都佩服他知人；七年（1494年）乞歸回家，二十多年以詩書自娛，婉拒知府聘為鄉飲賓，又教育子弟以身心之學，死後靈璧張堯輔等人舉祀他入名宦祠，萬曆元年（1573）祀縣學鄉賢祠，有文集藏在家。

## 引用
1. 1 2  宣統《高要縣志·卷十八上·人物篇一》：陸宣，字汝為，號萬松，清塘人，天資穎邁，篤學力行，天順成化間以鄉貢赴禮圍中乙榜，歷保昌、江陰、賀縣、靈璧學官，在江陰巡撫牟俸委賑饑，行至永陵勸粟拯待哺之急，友人番禺崔廷珪按治南畿，有奸僧餽宣金為脫罪却之，在靈璧充中都總裁，纂修實錄，壬子主考江西，取羅欽順第一，與陳白沙同時學道，雖間有異同而淵源自合，獨辨其徒之誤學不仕，以為非善學白沙也，祀靈璧名宦、三水鄉賢有集藏於家；子衍性敏博學，為邑諸生試列優等應補廩餼，時衍友劉溥家貧母老名居其次，衍以廩讓之，督學署申狀曰：「此生篤於友道，雖古人以柳易播，無以過此。」以貢生終。 據三水志縣修
2. ↑  嘉慶《（廣東）三水縣志·卷十一·人物傳》：陸宣，字汝為，號萬松，天分甚高，好古力行，天順己卯以書經舉鄉貢，明年上禮部中乙榜南歸，成化戊戌復中乙榜，拜保昌儒學署訓導事，尋丁內艱，起補直隸江陰訓導，考績上吏部居最得陞縣令，陳情乞附近教職以便祿養，授廣西賀縣教諭，尋丁外艱，起補宿州靈璧教諭，凡三厯任卒貴以古道淑人。在江陰巡撫牟俸委賑饑，行至永陵勸粟拯待哺之急，義官曹厚賂求免，發其賂于有司，後所至活人甚眾，故人崔廷珪按治南畿，有奸僧餽金數百求囑免罪，叱之弗顧，在靈璧宏治戊申承委中都總裁纂修實錄，壬子應聘江西分試，得羅欽順卷力薦第一，明年欽順及第，時服其知人。往來定山元肯相契，與白沙先生同時訂道，雖聞有異同而淵源自合，獨辨其徒之誤學不仕，以其非善學白沙者也，皆通論也。甲寅乞歸清塘靈芝呈瑞，二十餘年詩書自娛，尤樂佳山水，遇適意處輙品題之，其言皆湛涵道德，屏蹟不入城市，郡禮致鄉賓屢辭不赴，建家廟以報先，圖族譜以裕後，捐貲以葬無告，遷竇以弭水災，凡力能義舉者勇為之，其不為者，疾不問巫喪不禮佛，親迎不用俗樂，教子弟以身心之學，一時曰亨、曰聰、曰千里、曰萬里、日中行皆舉鄉貢，曰衍、曰百里、曰制、曰繼芳皆膺歲薦，人謂家學所致，靈璧張堯輔等舉祀名宦，萬厯元年祀本學鄉賢。
3. ↑  光緒《廣州府志·卷一百二十七·列傳十六》：陸宣，字汝為，號萬松，清塘人 原高要人，天順三年己卯鄉薦，庚辰會試乙榜，成化二年丙戌復中乙榜，直隸江陰訓導，秩滿陞縣令，陳情乞就教便祿養，授賀縣教諭，改靈璧教諭，與江浦莊㫤往來最為所重，壬子主考江西，薦儒士羅欽順為首解，果連科及第，時服其知人，友人番禺崔廷珪按江西 三水志作南畿 ，有富僧犯姦賂求脫罪，叱卻之，其廉介如此，有集藏於家。 據黃通志三水志修